# Abbaye de Wettenhausen
L'abbaye de Wettenhausen est un couvent de dominicaines situé à Kammeltal en Souabe (Bavière). Jusqu'en 1802, c'était une abbaye impériale appartenant aux chanoines réguliers de saint Augustin.